# 满洲炭矿
满洲炭矿株式会社，简称满炭，1934年5月7日成立。

## 历史
1932年9月9日，满洲国颁布《关于规定国防上必需的矿业权的协定》，把矿山开采权转让给日本。此后满洲国颁布《矿业法》，日本完全控制了东北工矿业。满铁的煤产量1932年700万吨。满铁在1933年控制了民族资本开设的奶子山煤矿，改称蛟河采炭所；又控制了原中日私人资本合作经营的老头沟煤矿（位于今延吉市老头沟镇）。1933年3月满洲国《满洲国经济建设纲要》进一步提出实行经济统制政策。1934年满铁接管了瓦房店煤矿，强行收买了鹤岗的兴安煤矿和富锦煤矿。1934年满洲国工矿业的统制政策改为“一业一社”原则。为统制煤炭资源，1934年5月6日成立满炭，为“特殊会社”，资本为1600万元，由满洲国政府与满铁各出资一半。满炭接管了1931年9月18日之前东北矿务总局的煤矿，以张学良的“敌产”为名没收了复州煤矿、八道壕煤矿（黑山县八道壕镇）、尾明山煤矿（灯塔县东的烟台矿的一部分）、阜新的孙家湾煤矿，以“入股”名义控制了鹤岗、北票、西安三矿，满铁把新邱煤矿移交满炭并与孙家湾矿合并为阜新矿务所。满炭还投资开发阜新的高德、太平、五龙、平安各矿；1938、1939年先后将八道壕煤矿和米家窝煤矿（位于今北票市黑城子镇）纳入城南采煤所，1936年10月1日成立的满炭阜新矿业所成为成满炭最大的生产单位，发展为辖8个采炭所、44个生产斜井、3座露天矿、4座选煤厂。另外又先后控制了和龙、田师付、舒兰、东宁、八月、三姓、城子河、恒山、珲春等煤矿。满炭垄断了除满铁系统煤矿(抚顺煤矿、灯塔县铧子镇的烟台煤矿、蛟河煤矿等)之外的全部煤炭业。1934年满炭系统煤产量是74.2万吨。1936年增资到1亿元。满铁直接控制的抚顺煤炭最大仅1936年一年就扩占矿区421亩，年产量接近1千万吨，其中60%输入日本本土，被视作日本的标准煤。:第416页1937年满铁对满炭的持股转让给满业。1937年5月1日，满洲国公布了《重要产业统制法》明确规定年产5万吨以上的煤矿业均需满洲国政府许可的统制方针。自1937年实施的满洲产业开发五年计划，煤炭作为重要部门，强制推行增产计划。“第一次五年计划最终目标是2500万吨，根据1938年修订的五年计划提高到3800万吨的计划目标。”但满洲国在第一次五年计划中就遇到煤炭不足的问题。为此，满洲国政府在确保重点部门的煤炭配合的同时，限定取暖期，提倡使用代用燃料，开展所谓的“消费节约运动”等等。同时还推出增产计划，如派遣煤督促班，支付增产资金，实行增产周间（星期）等等。但随着全面抗战的爆发，给增产计划带来很大困难。再加上物价主涨。满洲国为此在1939-1941年连续三年提高煤炭价格，但各煤矿收支状况仍急剧恶化，严重削弱了增产的计划。1939年满炭增资到2亿元。1940年更增资到3亿元。1940年阜新矿业所产煤337万吨，占满炭总产量的34%。1940年末，满洲国政府与满炭商议，对满炭采取统务制理事制，以加强满炭对子会社的统制力，并整备为综合经营体制。这确定了其一业一社会主义的方针。同时限定矿山收买价格与公定价格的差额。还以行政手段强制劳动来控制成本。但增产仍很缓慢。1941年满洲国煤炭总产量2150万吨左右，其中满炭煤炭产量增加到1115.5万吨，超过了满铁的产量。:257，3001941年满炭亏损2160万元。
为使各主要煤矿摆脱满炭的经营危机，从1943年起，所属各主要煤矿相继独立，满炭对煤炭业的垄断地位丧失。1943年2月26日，正式改组成立阜新炭矿株式会社，重组管理机构，增资22 000万元，全部由满洲重工业开发株式会社承受，年生产能力450万吨（不含八道壕煤矿的26万吨），从业人员总数46741人。1943年阜新市新建矿井2个，全矿区产煤389万吨；1944年产煤427万吨，为日满时期产煤最高年份。
1944年，满洲国的煤炭年产量才勉强达到2800万吨。“日本的掠夺未能如意实现，只是从抚顺掠夺60万吨，从密山掠夺70万吨，结果不得不依靠从华北掠夺来加上弥补，最后时期，每年从华北掠夺300万吨以上的煤炭”。:350
1931-1945年日本在中国东北共掠走的煤炭2.4亿吨，仅1932-1944年，日本共掠夺东北煤炭就达1.15亿吨。
1938年至1939年建成的满炭大楼，后来长期作为吉林大学图书馆。